# Biografielijst Zr

## Zri
- Olga Zrihen (1953), Belgisch politica
- Abdallah Zrika (1953), Marokkaans dichter en toneelschrijver
- Nikola Zrinski (1620-1664), Kroatisch-Hongaars militair, staatsman en dichter
- Miklós Zrínyi (1620-1664), Kroatisch-Hongaars militair, staatsman en dichter

## Zrn
- Natko Zrnčić-Dim (1986), Kroatisch alpineskiër

## Zro
- Z-Ro, pseudoniem van Joseph Wayne McVey, (1976), Amerikaans rapper